# استفان استوئکلن
استفان استوئکلن (فرانسوی: Stéphane Stoecklin‎؛ زادهٔ ۱۲ ژانویه ۱۹۶۹) بازیکن هندبال اهل فرانسه است.
وی در مسابقات کشوری و بین‌المللی در مجموع برندهٔ ۱ مدال طلا، ۱ مدال نقره، ۲ مدال برنز شده‌است.